# De Hoop (Holwerd)
De Hoop is een stellingmolen in Holwerd uit circa 1713. De achtkante bovenkruier is sinds 1980 weer in gebruik als koren- en pelmolen.
De windmolen werd in de jaren vijftig buiten gebruik gesteld en het binnenwerk werd verwijderd. De molen werd in 1963 door gemeente Westdongeradeel aangekocht. De molen heeft sindsdien diverse restauraties ondergaan, onder andere in 1970 en 1980. In 1994 werd Stichting Monumentenbehoud Dongeradeel de nieuwe eigenaar.
De molen heeft een koppel 16der (140cm doorsnede) blauwe maalstenen en twee koppels pelstenen. Verder is er een elevator voor het maalwerk en een voor het pelwerk. Voor de pelerij zijn er een zifterij en een waaierij aanwezig. Voor het pletten van het graan voor de maalderij is er een pletter.
Naast de twee elevatoren is er ook een sleepluiwerk voor het luien (ophijsen).
De molen heeft een Vlaamse vang. De vangbalk ligt tijdens het draaien op een duim en wordt bediend met een wipstok.
Het kruiwerk is een engels kruiwerk. De molen wordt gekruid met een kruilier en een rondgaande ketting.

## Overbrengingen
- De overbrengingsverhouding van de maalderij is 1 : 5,69 en voor de pellerij 1 : 7,35.
- Het bovenwiel heeft 62 kammen en de bovenbonkelaar heeft 32 kammen. De koningsspil draait hierdoor 1,94 keer sneller dan de bovenas. De steek, de afstand tussen de staven, is 11,2 cm.
- Het spoorwiel heeft 91 kammen, het steenrondsel 31 staven en de pelrondsels hebben 24 staven. De steek is 8,3 cm. Het steenrondsel draait hierdoor 2,935 keer sneller dan de koningsspil en 5,69 keer sneller dan de bovenas. De pelrondsels draaien hierdoor 3,79 keer sneller dan de koningsspil en 7,35 keer sneller dan de bovenas.

## Fotogalerij

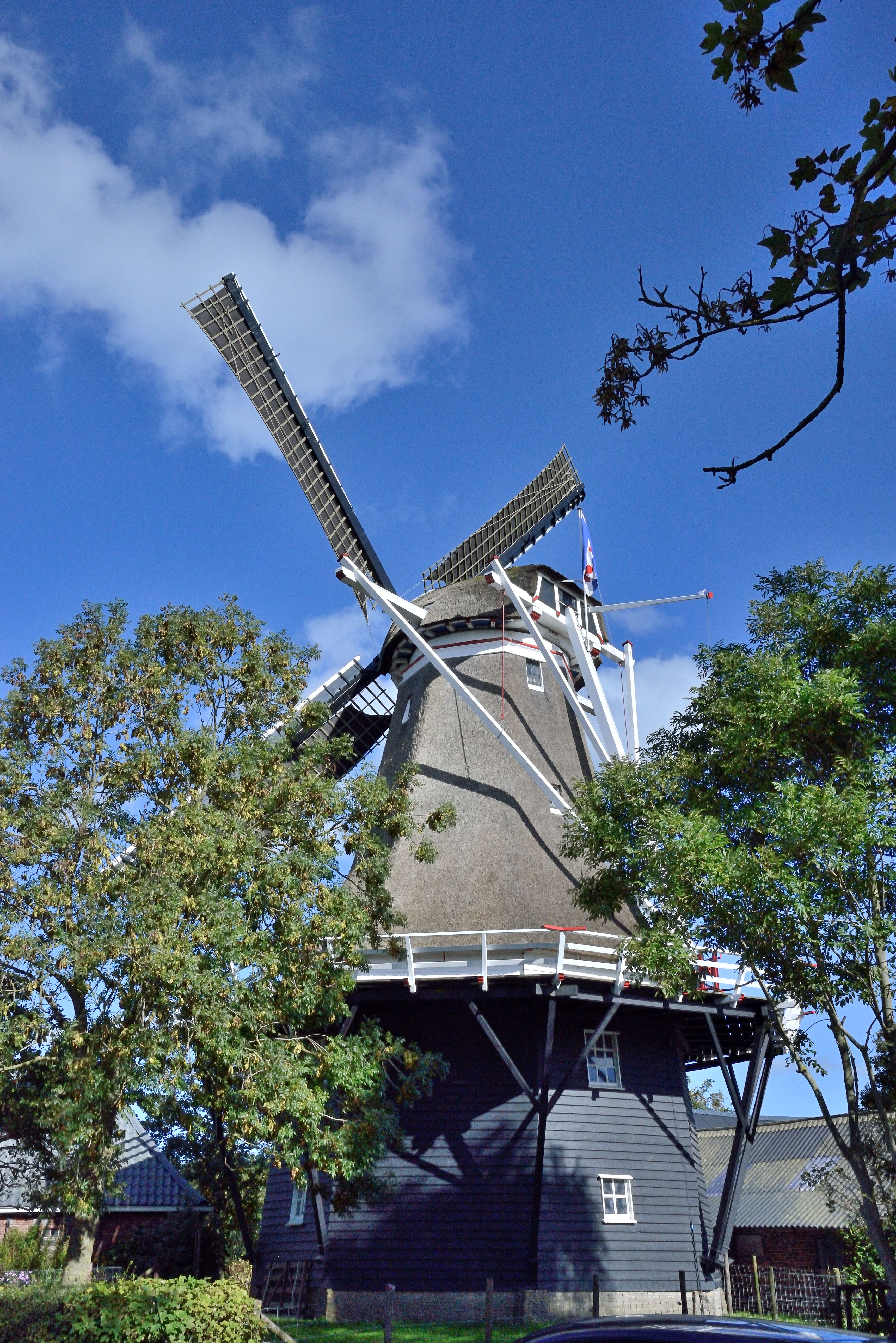
September 2015
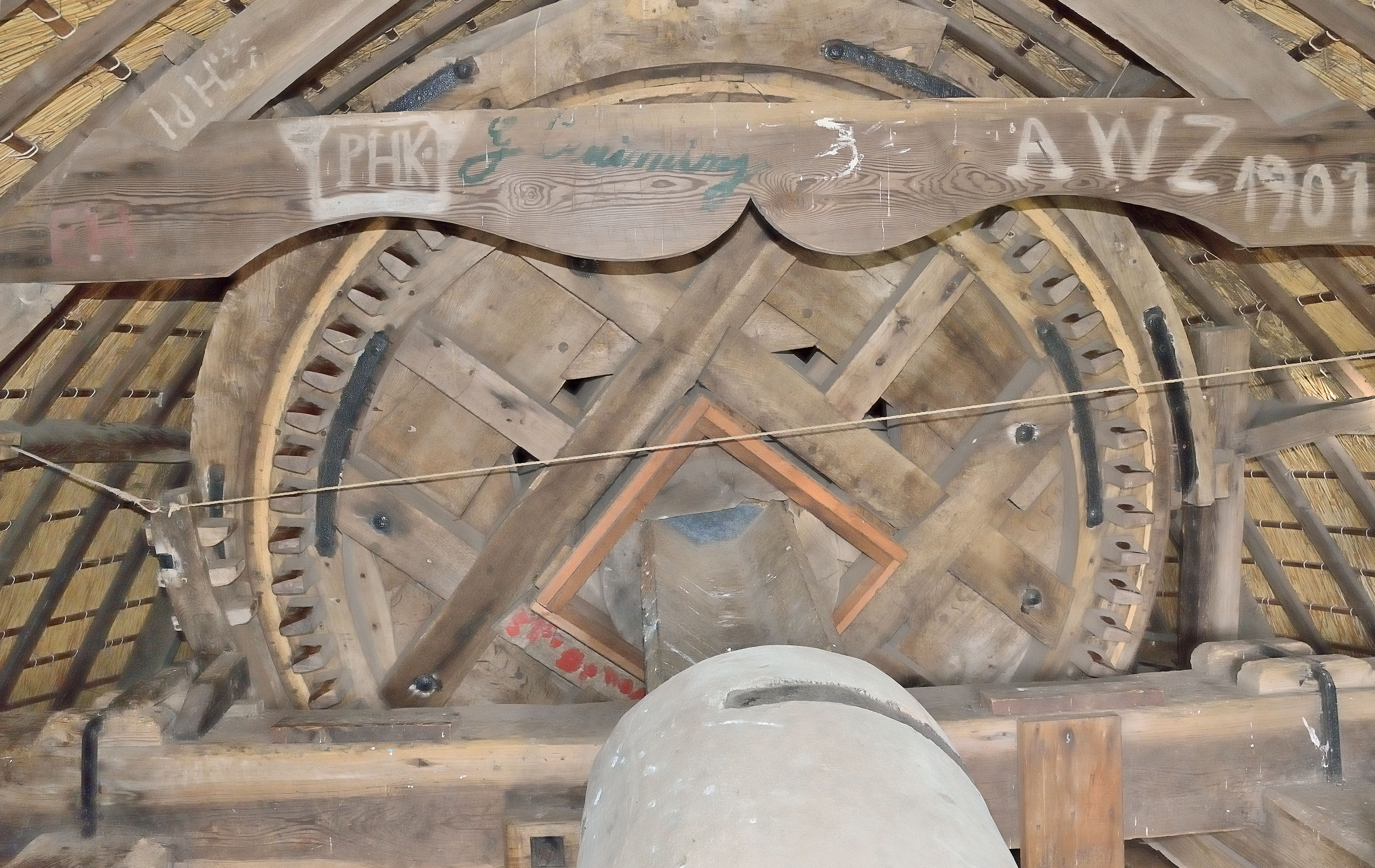
Bovenwiel en verzwaarde bovenas
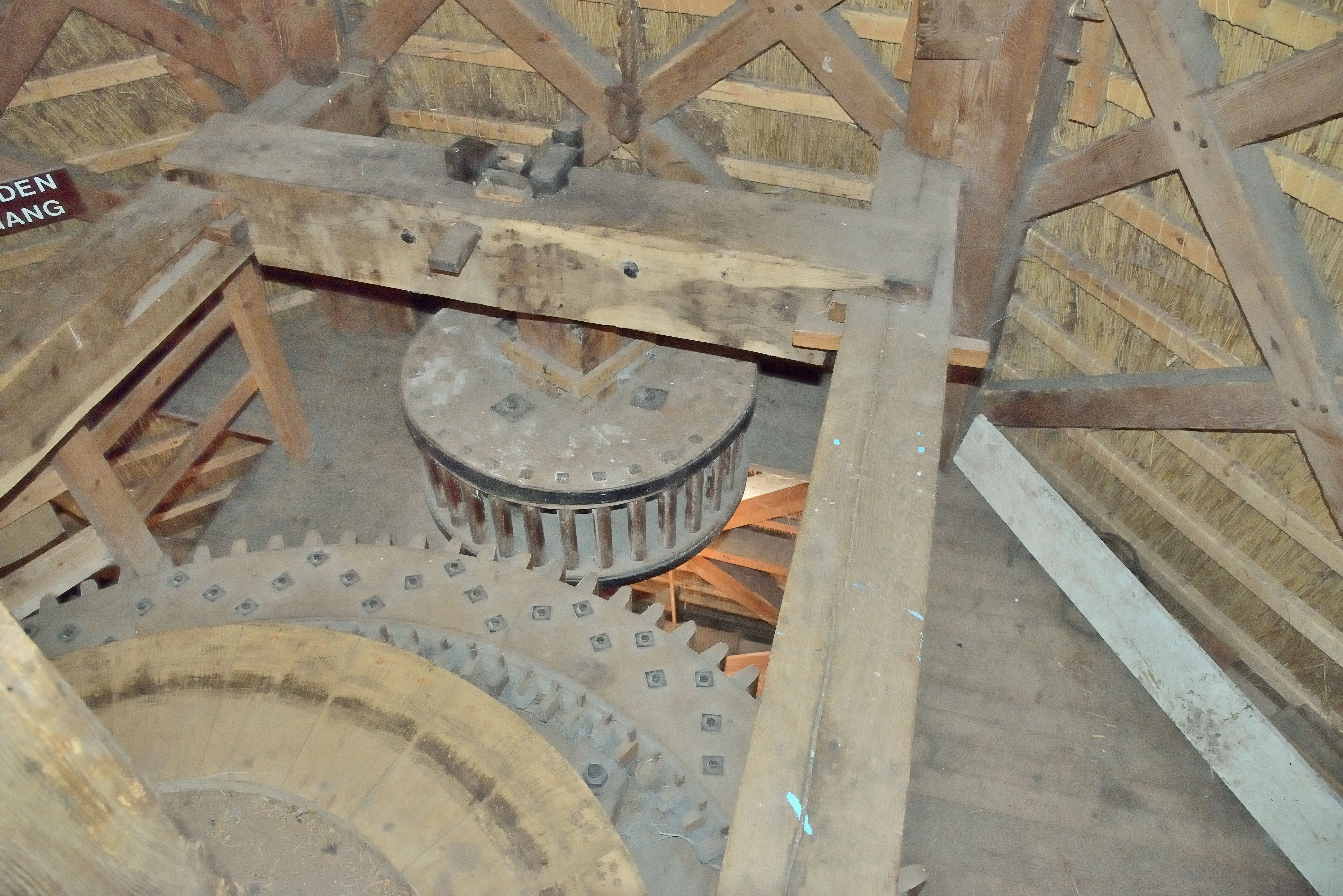
Spoorwiel
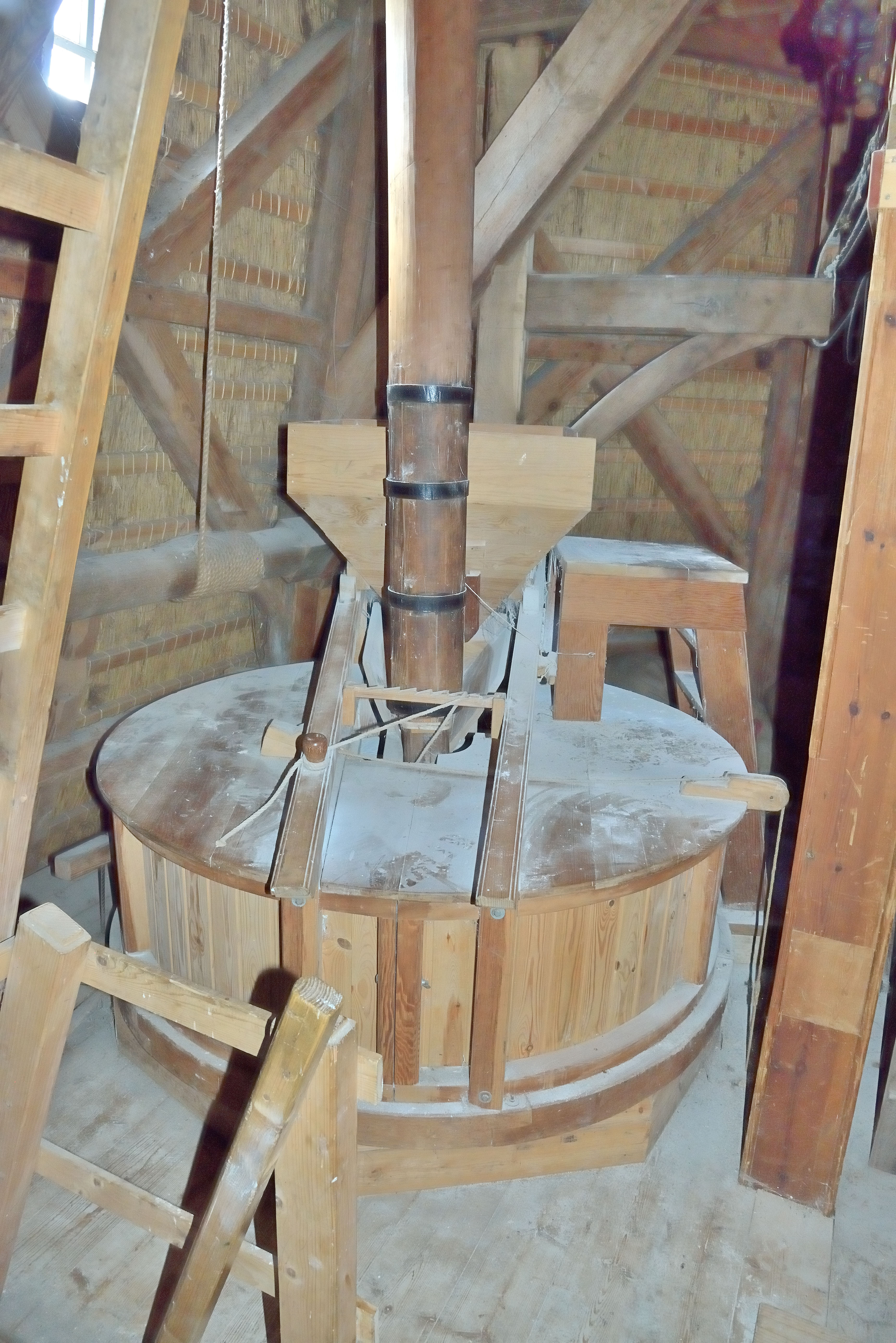
Maalkoppel
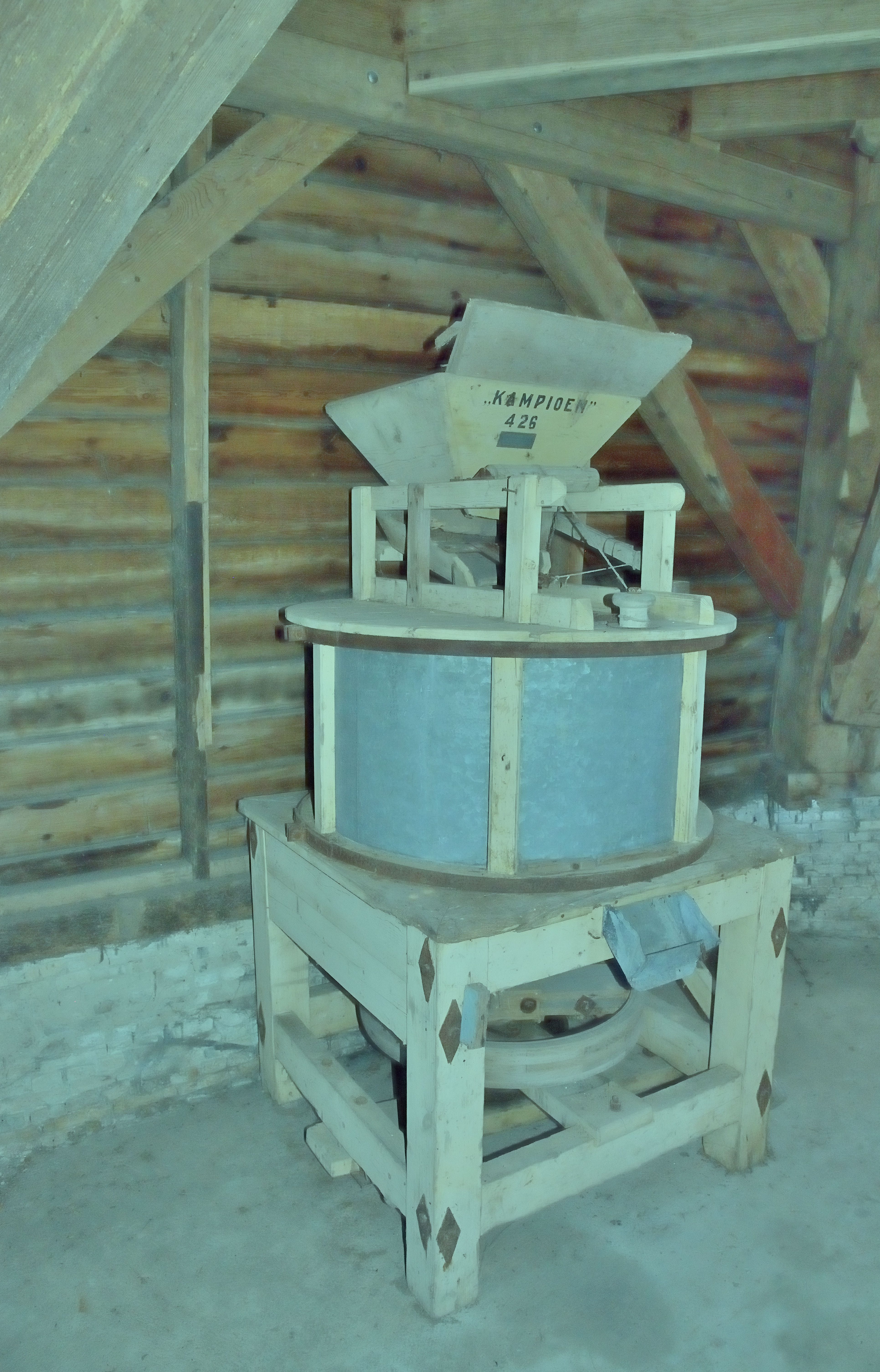
Maalstoel
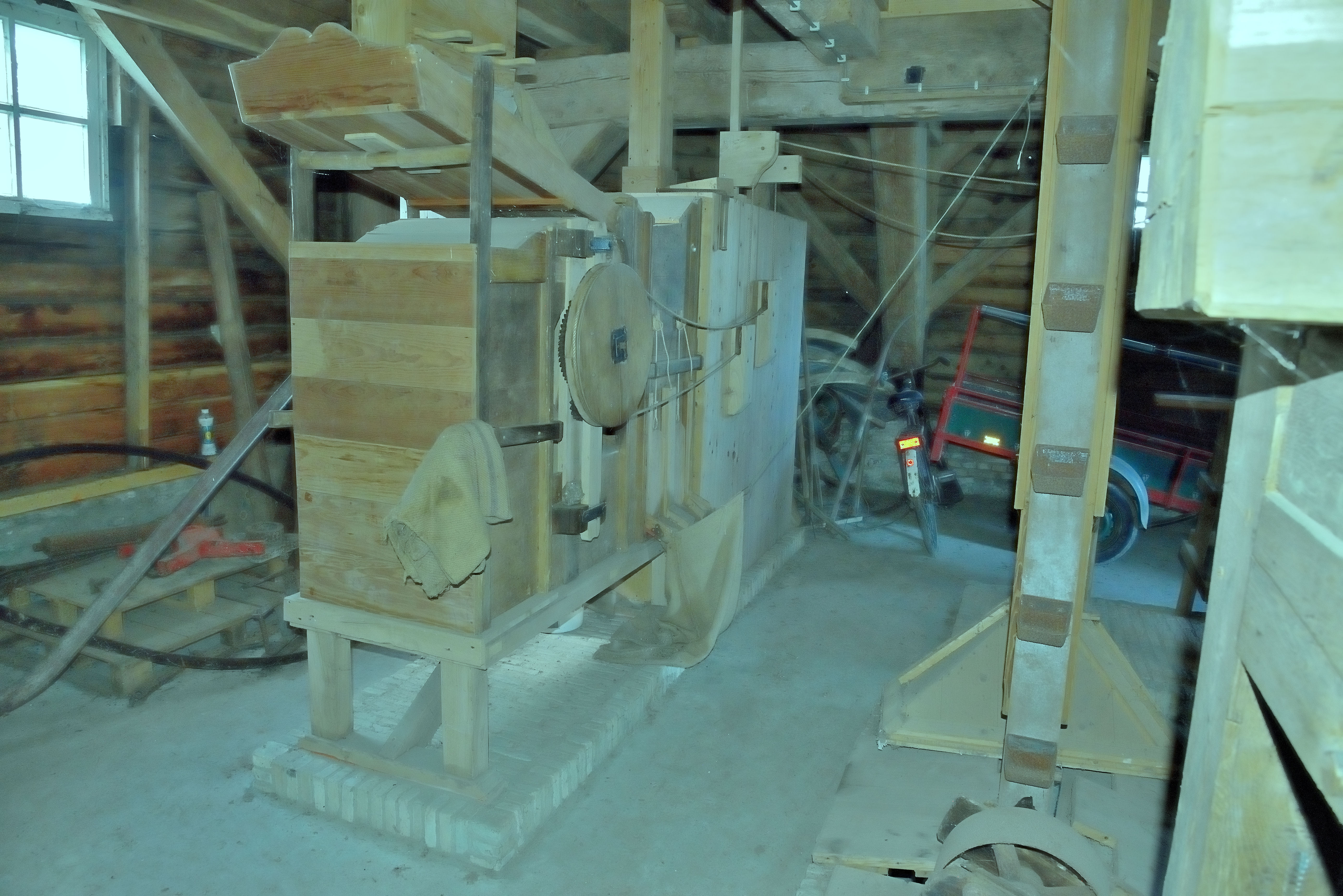
Waaierij
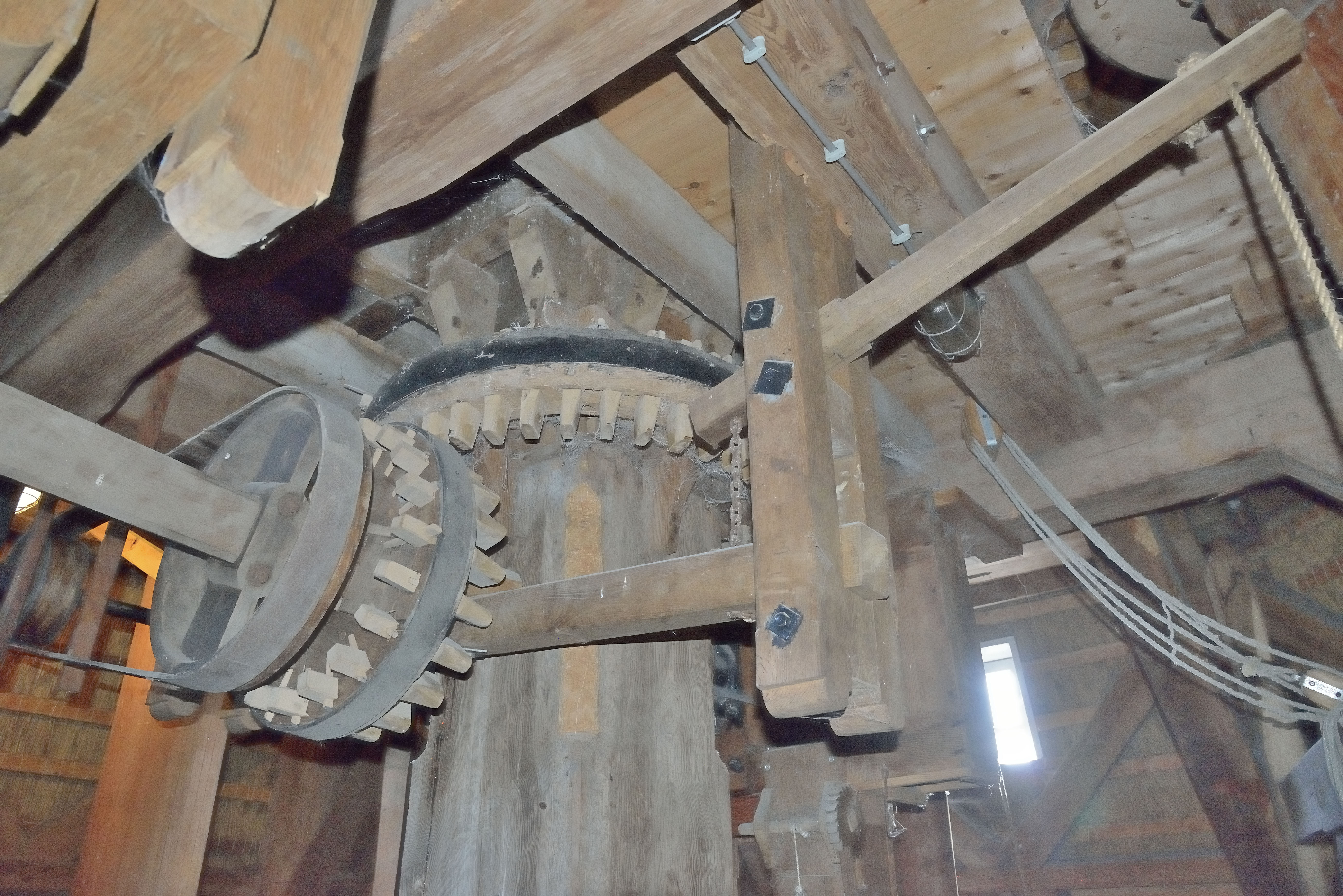
Aandrijving waaierij
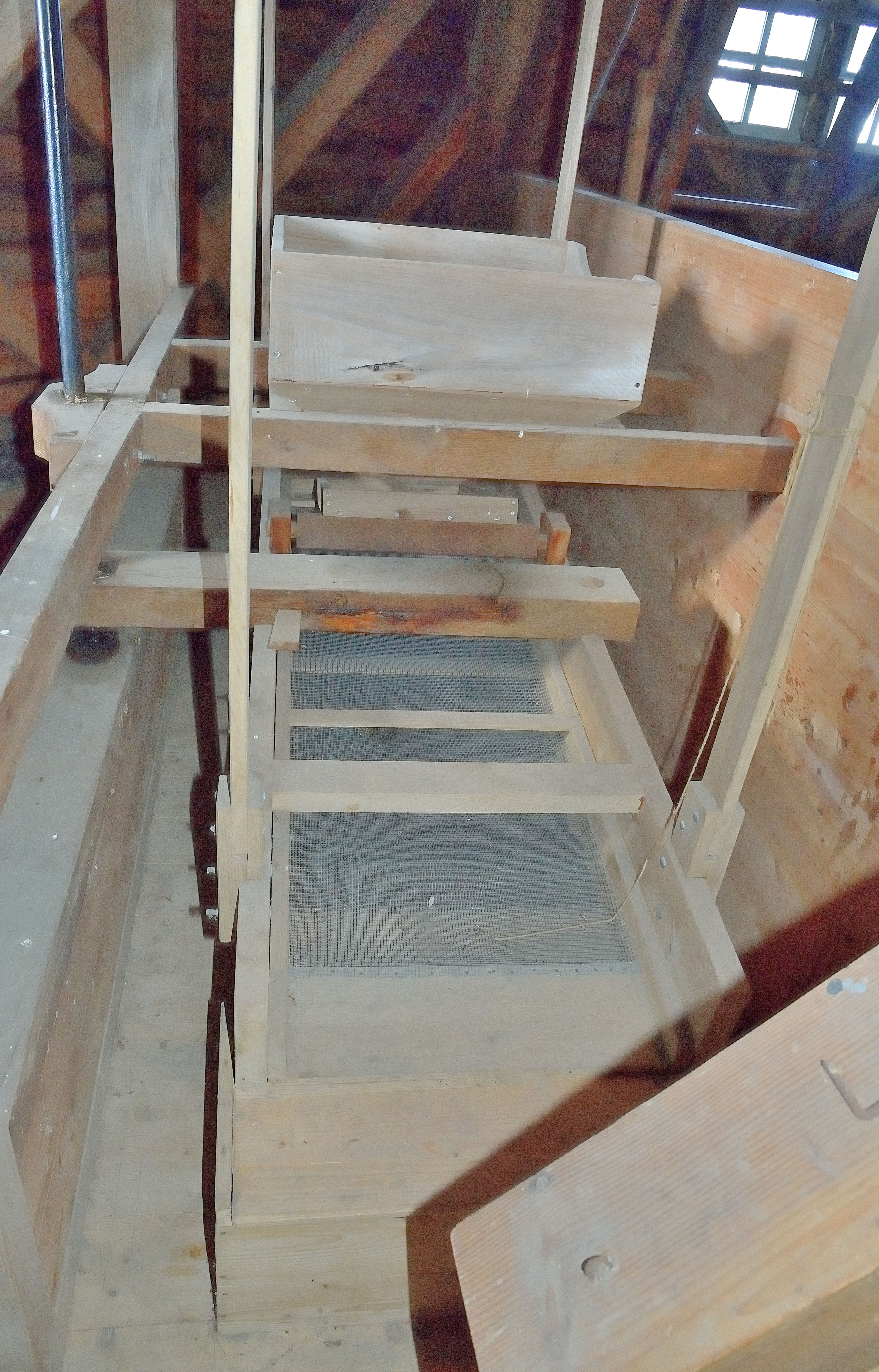
Zifterij
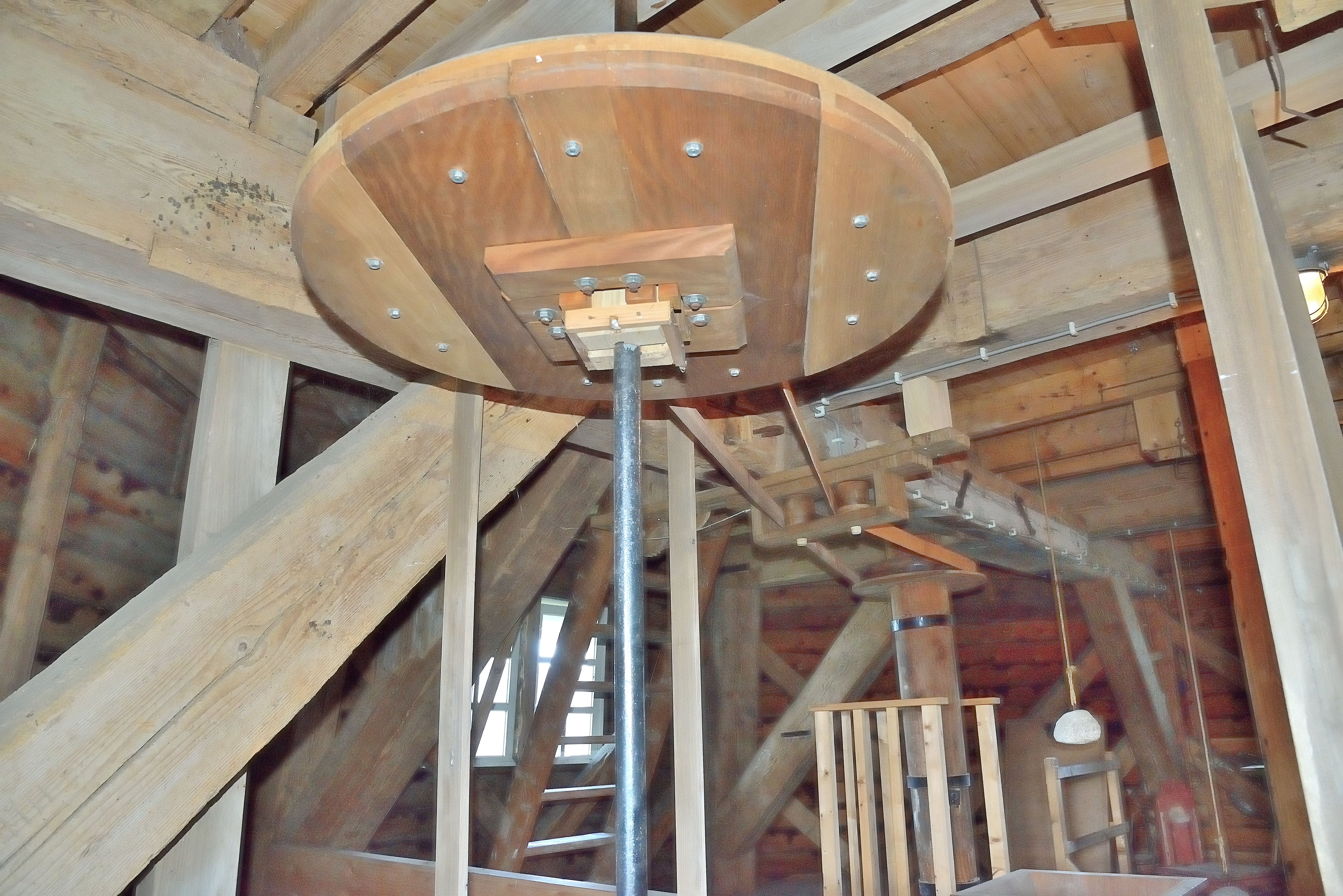
Aandrijving zifterij